# Teuchestes dejeani
Teuchestes dejeani är en skalbaggsart som beskrevs av Edgar von Harold 1862. Teuchestes dejeani ingår i släktet Teuchestes och familjen Aphodiidae. Inga underarter finns listade i Catalogue of Life.